# Искра (Баткенская область)
Искра (кирг. Искра) — село в Лейлекском районе Баткенской области Кыргызстана. Входит в состав Сумбулинского айылного аймака.

## География
Село расположено в западной части области, на правом берегу реки Сумбула, на расстоянии приблизительно 7 километров (по прямой) к юго-западу от города Раззакова, административного центра района. Абсолютная высота — 1596 метров над уровнем моря.

## Население
Согласно оценочным данным Национального статистического комитета Кыргызской Республики, численность населения села на начало 2023 года составляла 2650 человек.
| год     | 2009 | 2014 | 2015 | 2020 | 2021 | 2023 |
| ------- | ---- | ---- | ---- | ---- | ---- | ---- |
| человек | 2177 | 2511 | 2624 | 2566 | 2624 | 2650 |